# Minnie Lindsay Carpenter
Minnie Lindsay Carpenter (geb. Rowell, * 12. Dezember 1873 oder 1874; † 23. November 1960) war eine australische Schriftstellerin und eine Offizierin der Heilsarmee. Sie verfasste mehr als ein Dutzend Bücher über die Geschichte der Heilsarmee. Außerdem wirkte sie bei der Gründung des Salvation Army International Nursing Fellowship mit und diente als World President of the Home League. Sie heiratete George L. Carpenter, einen Salutisten, der 1939 der fünfte General der Heilsarmee wurde.

## Leben
Minnie Lindsay Rowells Geburtsdatum und Geburtsort werden in verschiedenen Quellen unterschiedlich angegeben. Nach dem Australian Dictionary of Biography wurde sie am 12. Dezember 1873 in Bombira, bei Mudgee, New South Wales, geboren. Sie war das fünfte Kind von Nicholas und Sarah Rowell. Das Historical Dictionary of the Salvation Army schreibt, dass Minnie 1874 in Bridgenorth, Shropshire, England, geboren worden sei und dass ihr Vater ein Farmer war. Er sei gestorben, als sie noch ein Kind war. Ihre Mutter, Sarah Rowell, arbeitete als Lehrerin; nach dem Tod ihres Ehemannes emigrierte sie nach Australien, wo sie in Mudgee, New South Wales, siedelte. Sie schloss sich der Heilsarmee an, die nur wenige Jahre früher in Australien gegründet worden war (1880).
Minnie Rowell wurde Salvation Army Officer und widmete ihr Leben der Arbeit für die Salvation Army in Australien. Sie arbeitete für den Verlag der Salvation Army in Melbourne, wo sie George Lyndon Carpenter kennenlernte. Zu der Zeit war Carpenter der Herausgeber des The War Cry (Der Kriegsruf), der Hauptzeitschrift der Salvation Army. Das Paar heiratete am 21. Juni 1899. Sie wurden in Melbourne von Herbert Booth getraut, dem Sohn von William und Catherine Booth, den Mitbegründern der Salvation Army. Minnie Carpenter bekam die Kinder Stella (1901) und Irene (1904) sowie George (1908).
Stella verfasste 1993 eine Biographie ihres Vaters, Man of Peace.

## Heilsarmee
Minnie wuchs in der Heilsarmee auf und entschied sich, eine christliche Laufbahn einzuschlagen. Sie besuchte 1892 das Salvation Army Training College in Melbourne und wurde 1893 Officer. Die Heilsarmee erlaubte schon damals sowohl Männern als auch Frauen Officers zu werden, eine Position, die einer Vollzeit-Stelle ordinierter Geistlicher in anderen christlichen Denominationen entspricht. Ein Training wird gefordert, bevor jemand beauftragt (commissioned) werden kann.
Nach ihrer Kommissionierung wurde Rowell kurze Zeit einem Korps in Victoria zugeteilt, bevor sie nach Western Australia entsandt wurde. Sie wurde Corps Officer des Perth Corps, der lokalen Organisation der Heilsarmee, und diente in dieser Stellung von 1893 bis 1896. Danach wurde sie nach Melbourne zurückberufen und im Stab der Herausgeber im Hauptquartier der Salvation Army eingesetzt. Sie errang den Rang eines Ensign und fungierte als Herausgeberin des The Young Soldier (Der Junge [Heilsarmee-]Soldat), einer Publikation für die Jugendlichen in der Heilsarmee. Während der Arbeit traf sie George Carpenter, der ebenfalls schriftstellerisch tätig war.
1911 zogen die Carpenters nach London, England, wo George Carpenter als Personal Assistant des General of The Salvation Army Bramwell Booth arbeitete. Minnie Carpenter, die wegen ihrer schriftstellerischen Fähigkeiten hoch geschätzt war, wurde als Assistant Editor des The Officer eingesetzt und begann Bücher über die Geschichte der Heilsarmee zu verfassen. 1921 schrieb sie eine Biographie von Kate Lee, The Angel Adjutant, die zu einem ihrer bekanntesten Bücher wurde. Sie verfasste auch Women of the Flag (Frauen der Fahne), God’s Battle School (Gottes Kampfschule), Commissioner John Lawley und Miriam Booth.
Die Carpenters kehrten 1927 nach Australien zurück, als George Carpenter nach Sydney entsandt wurde, um den War Cry herauszugeben. Die Umbesetzung wurde als Degradierung gesehen und kam als Befehl von Booth, dessen Beziehungen zu Führern der Salvation Army in Australien sich im Laufe der Jahre stark verschlechtert hatten. Das Paar zog in den folgenden Jahren oft um, da George Carpenter verschiedene Posten innehatte. 1933 zogen sie nach Buenos Aires, wo George Carpenter Territorial Commander für Südamerika wurde, und 1937 nach Kanada. 1939 wurde George Carpenter fünfter General der Heilsarmee, woraufhin sie wieder nach London zogen. In seiner Amtszeit reiste das Paar häufig, selbst in den Kriegsjahren.
Minnie Carpenter war nicht nur Ehefrau des Generals, sondern auch eine Führerin mit eigenen Befugnissen. Sie diente der Heilsarmee mit ihren besonderen Talenten. Unter anderem wirkte sie bei der Gründung der Salvation Army’s International Nursing Fellowship (1943) mit und diente als Weltpräsidentin der Home League. Sie verfasste auch weiterhin Bücher. Ihre Biographien sind berühmt für ihre Beiträge zur Historiographie der Heilsarmee.
Minnie Carpenter kehrte mit ihrem Mann und der Tochter 1946 nach Australien zurück, als seine Amtszeit als General der Heilsarmee endete.

## Tod und Vermächtnis
Minnie Carpenter starb am 23. November 1960 in Undercliffe bei Sydney in New South Wales. Ihr Ehemann war bereits 1948 gestorben.

## Werke
- Miriam Booth
- William Booth
- The Angel Adjutant
- Commissioner John Lawley
- God’s Battle School
- Three Great Hearts
- Notable Officers of the Salvation Army
- Women of the Flag
- In the Land of His Love